# Gonzalo Guerrero
 (mars 2022).
Pour les articles homonymes, voir Guerrero (homonymie).
Gonzalo Guerrero (né vers 1470 - 13 août 1536) est un soldat et marin espagnol qui, après avoir survécu à un naufrage en 1511, parvint à s'intégrer dans une tribu maya et à devenir un chef de guerre respecté qui combattra l'Empire espagnol jusqu'à sa mort.
Il est connu comme Le Renégat (El Renegado) par ses compatriotes espagnols, cependant qu'au Mexique c'est le Père du métissage (Padre del Mestizaje), appelé aussi Gonzalo Marinero (Gonzalve le marin), Gonzalo de Aroca et Gonzalo de Aroza.

## Histoire

### Jeunesse en Europe
Nous savons que Gonzalo Guerrero est né à Palos de la Frontera, en Andalousie (Espagne) durant la huitième décennie du XVe siècle. Par la suite, il intègre l'armée espagnole. Plus soldat que marin, il sert en tant qu'arquebusier durant la conquête de Grenade, dans une campagne qui a culminé le 2 janvier 1492. A ce moment, les troupes des monarques catholiques, commandées par Gonzalo Fernández de Córdoba, attaquent le roi Boabdil de Grenade et mettent fin à huit siècles de pouvoir islamique dans la péninsule ibérique.
Plus tard, toujours en tant qu'arquebusier, il suit Gonzalo Fernández de Córdoba à Naples où l'Espagne a beaucoup d'influence et forme ceux qui deviendront plus tard les tercios espagnols.

### Voyage en Amérique
Vers 1510, il part avec Diego de Nicuesa vers l'Amérique. Il est plongé dans la lutte fratricide pour le pouvoir espagnol.
Le 15 août 1511, son équipage quitte la ville espagnole de Santa María la Antigua del Darién (dans l'actuelle Colombie) à destination de Saint-Domingue sur le bateau de Francisco Niño. Mais à l'aube du troisième jour de navigation, une grande tempête éclate. Des poissons volants sautent sur le pont du navire, un signe de mauvais augure pour les marins. Ils finissent par couler au sud de la Jamaïque. Les survivants (quinze hommes et deux femmes) montent à bord d'une chaloupe qui dérive vers la péninsule du Yucatan, le territoire des Mayas. En chemin, les survivants boivent leur urine pour survivre.

### Parmi les Mayas
Ils passent par le territoire des Cocomes, un peuple maya, qui les attaque et tue plusieurs passagers. Ils s'échappent mais finissent par se faire tous attraper par des Tutul Xiu, un autre peuple maya ennemi des Cocomes, qui les emmène dans la cité-État de Maní. Les naufragés sont tous sacrifiés par les Mayas, à l'exception de Guerrero et d'un de ses compagnons, le frère franciscain Gerónimo de Aguilar. Ils sont tous deux faits esclaves.
Plus tard, Taxmar, le chef maya des Tutul Xiu, décide de prendre Guerrero et Aguilar comme conseillers de guerre auprès de lui, après avoir appris leur expérience au combat.
Gonzalo apprend alors aux mayas différentes formes d'attaque et de défense, différentes formations en carrés et en colonnes. Il leur a appris notamment que tous les combattants ne devaient pas se battre de manière rapprochée et désordonnée, pas en même temps, pour alterner combat et repos. En fait, il leur apprit à former une phalange macédonienne pour combattre les Cocomes. Guerrero s'accoutume totalement à la culture maya alors qu'Aguilar reste fidèle à sa religion et sa culture espagnole.
Taxmar donne Guerrero au chef maya Na Chan Can de la ville d'Ichpaatùn, au nord de la baie de Chetumal. Ce dernier le donne ensuite à son chef des guerriers, Balam. Un jour, en traversant une rivière, Guerrero sauve la vie de Balam qui se faisait attaquer par un alligator. Depuis, Guerrero n'est plus esclave. En tant qu'homme libre et guerrier maya, il participe avec grand succès à de nombreuses expéditions militaires. Il devient lui-même chef des guerriers et épouse la fille du chef Na Chan Can, la princesse Ix Chel Ka'an (aussi appelée Zazil Há). Il accepte de nombreuses mutilations rituelles et des tatouages mayas. Il s'intègre tellement qu'il aurait permis de sacrifier son premier-né Ixmo à Chichén Itzá, grande ville et centre religieux de la péninsule du Yucatán, pour mettre fin à une invasion de sauterelles.

### Combat contre les Espagnols
En 1519, l'expédition du conquistador Hernán Cortés arrive sur l'île de Cozumel, près du Yucatán. Cortés apprend alors que deux Espagnols sont déjà là parmi les autochtones et il envoie donc des messagers accompagnés d'une lettre pour essayer de les libérer. Aguilar, avec l'accord de son maître, accepta de rejoindre Cortés. Mais avant, il alla montrer la lettre à Guerrero. Ce dernier refusa en expliquant qu'il avait ici une femme et deux enfants, qu'il était devenu un grand guerrier ici, tatoué et mutilé. Ix Chel Ka'an, la femme de Guerrero, se mit en colère contre Aguilar en voyant cet esclave parler à son mari. Le franciscain tenta une seconde fois de le convaincre sans succès. Aguilar rejoint alors seul les hommes de Cortés,.
Il refuse de revenir avec plusieurs expéditions espagnoles, et combat avec les Mayas pour expulser de leurs terres les conquistadors Juan de Grijalva et Francisco Hernández de Córdoba en 1517 puis Hernán Cortés en 1518. Au cours des années suivantes, les Espagnols se rendirent compte que Guerrero avait formé des Mayas à se défendre contre des Européens car Francisco de Montejo, en mai 1527 rencontra de sérieuses difficultés à conquérir la péninsule du  Yucatán.
En juillet 1531, Alonso de Ávila se rendit à Chetumal, où étaient censés se trouver Guerrero et des mines d'or. Comme le lieu était négligé et vide, il supposa que Guerrero, était mort. Il envoya alors un rapport à Francisco de Montejo pour le prévenir de la mort du traître.
En fait, il mourut cinq ans plus tard, le 13 août 1536, alors qu'il aidait les hommes du cacique Cicumba des Tolupanes à combattre les troupes du capitaine Lorenzo de Godoy, dans la baie du Rio Ulúa (dans l'actuel Honduras). Il reçut un carreau d'arbalète dans le ventre, où il avait déjà été blessé par une arquebuse. Ses hommes l'ont emmené hors du champ de bataille et l'ont caché derrière des palmiers. Il a demandé à ses proches de prendre soin de ses fils et, pour le reste de ses hommes, plus d'un millier, de continuer à se battre.
Malheureusement, les Mayas ont dû battre en retraite et le corps de Guerrero a été laissé dans le camp ennemi. Certains Espagnols auraient par la suite affirmé l'avoir vu : tatoué et habillé comme un Indien, mais barbu. Pendant la nuit, certains de ses hommes ont sauvé son corps et en guise d'hommage final, ils l'ont jeté dans la rivière Ulúa, de sorte que le courant le mènerait à l'océan d'où il est venu.

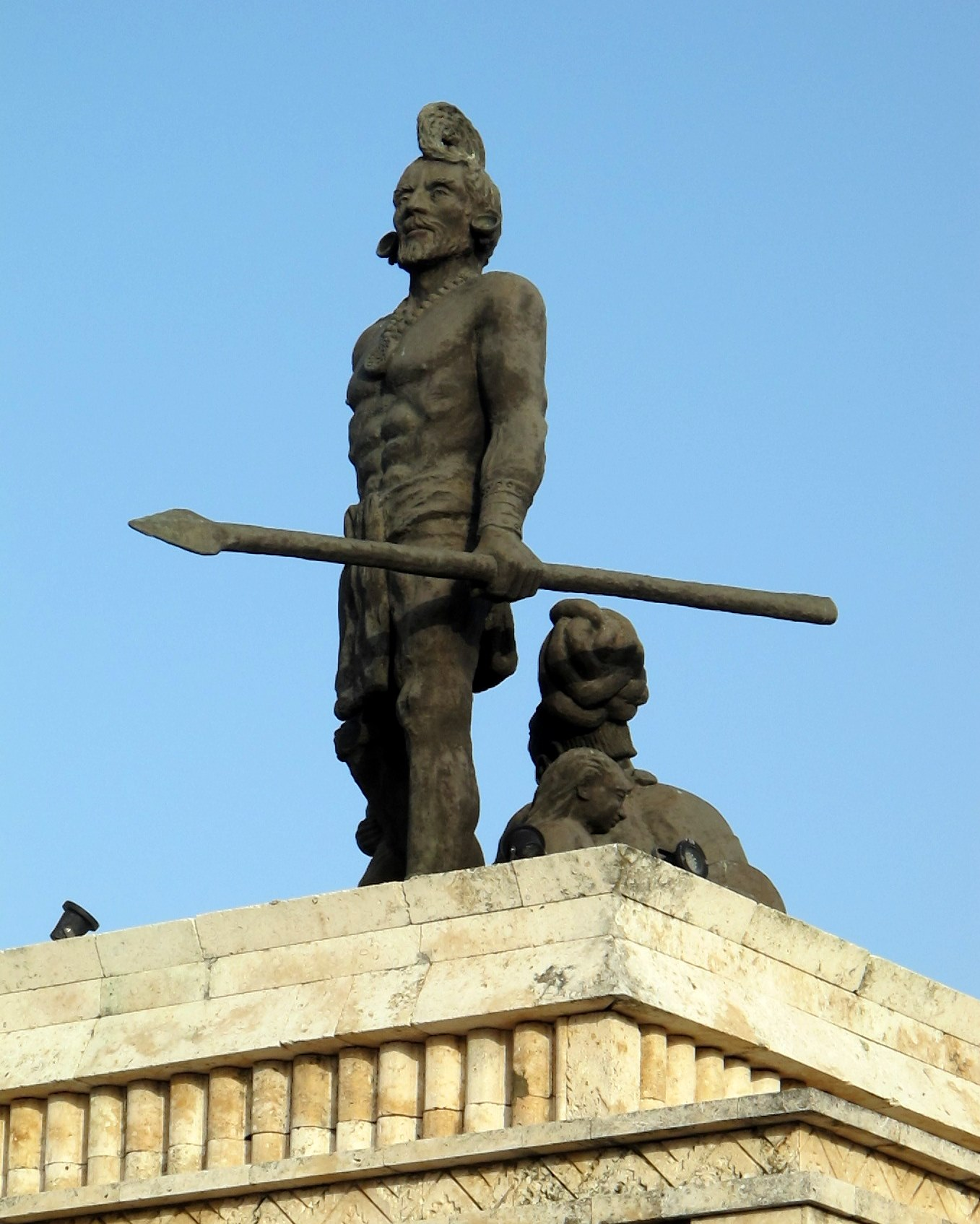
Statue de Gonzalo Guerrero à Mérida, au Mexique.

### Héritage
Gonzalo Guerrero a pendant des siècles été une figure détestée par les Espagnols qui voyaient en lui la trahison et l'hérésie. D'après son ancien camarade esclave Gerónimo de Aguilar, c'est la tentation de prendre une femme et de mêler son sang à celui des Indiens qui l'a perdu et lui a fait embrasser la culture maya.
Après l'indépendance du Mexique, de nombreux Mexicains ont commencé à s'intéresser à la culture maya contre laquelle leurs ancêtres se sont battus. Guerrero étant pour eux un nom qui symbolisait la lutte contre la puissance coloniale et l'impérialisme.
Gonzalo Guerrero a fait l'objet d'honneurs et de monuments, parmi lesquels :
- Une lagune près de Bacalar porte son nom, Laguna Guerrero.
- Dans les ruines d'Oxtankah, on peut encore voir les restes des temples et de l'église qu'Alonso Dávila avait construit lors de son occupation temporaire de Chetumal.
- Le 4 avril 2008, les spectacles muraux La cuna del mestizaje, de Rodrigo Siller, dans le cadre du mois du Musée de la culture maya, rappelle l'histoire dans une campagne qui a culminé le de Guerrero.
- Guillermo Schmidhuber donne le nom de Yáax au premier enfant de Gonzalo Guerrero, un nom qui en maya signifie «le premier», et nie que le premier métissage ait été le fils de Hernán Cortés et Malinche. Yáax est nommé premier Mexicain.

- Paradoxalement, au bout de l'avenue appelée Prolongación del Paseo de Montejo (nommée en mémoire du conquistador qu'il a combattu) dans la ville de Mérida, Yucatán, se trouve un monument en l'honneur de Gonzalo Guerrero, un héros incontestable pour les habitants de la région.

Il est considéré comme le père du métissage (Padre del Mestizaje).

## Vie privée
Les parents et la potentielle fratrie de Guerrero nous est inconnue. Alors qu'il est en Amérique, il se marie avec la fille du chef maya Na Chan Can, la princesse Ix Chel Ka'an (ou Zazil Há). Avec elle, il a trois enfants. Le seul dont le nom est connu est le premier, Ixmo, qui aurait été sacrifié par son père à Chichén Itzá, pour mettre fin à une invasion de sauterelles.

## Dans la culture populaire

### Littérature
Le romancier mexicain Eugenio Aguirre publie en 1980 son roman Gonzalo Guerrero (copyright Universidad Nacional Autónoma de México,1980) pour lequel il reçoit en 1983 la Gran Medalla de Plata de la Academia Internacional de Lutece.
Ce roman a fait l'objet d'une traduction française de  Claire Lewin, révisée par Marie-Paul Simon, publiée par l'Harmattan en 1990.
En 2014 sort le roman Gonzalo Guerrero ou Le Conquistador renégat de Yvan Puybareau.
Le roman historique Tu marcheras avec le soleil de Alfonso Mateo-Sagasta s'inspire de la vie de Guerrero et décrit son intégration dans la culture Maya. Ce roman a reçu le prix Premio CajaGranada de Novela Historical.
Dans son roman "El renegado", Julio Castedo plonge dans la biographie d'un enseigne qui a préféré mourir avec ses ravisseurs plutôt que de les trahir.
Gonzalo Guerrero est le personnage principal de la série de bande dessinée El Nakom par l'auteur Jeronaton :
- El Nakom, tome 1 (Éd. du Long Bec, 2017)
- El Nakom, tome 2 (Ed. du Long Bec, sept 2018)

### Cinéma
En 2013, Canal+ réalise le documentaire Gonzalo Guerrero, un Européen en terre maya retraçant la vie peu commune de Guerrero.